# Journal of Solid State Chemistry
Journal of Solid State Chemistry je mesečni recenzirani naučni časopis koji objavljuje Elsevier. Ovaj časopis pokriva hemijske, strukturne, termodinamičke, elektronske, i elektromagnetske karakteristike i osobine čvrstih materijala, uključujući keramike i amorfnih materijala. Glavni urednik je M.G. Kanatzidis (Nortvestern univerzitet).
Po podacima Journal Citation Reports, ovaj časopis je 2014. imao faktor impakta od 2.133.

## Spoljašnje veze
- Zvanični veb-sajt